# Crinum filifolium
Crinum filifolium är en amaryllisväxtart som beskrevs av Joseph Marie Henry Alfred Perrier de la Bâthie. Crinum filifolium ingår i släktet Crinum, och familjen amaryllisväxter. Inga underarter finns listade i Catalogue of Life.